# فهد المعطاني
فهد بن سالم بن جابر بن هديان المعطاني الهُذلي دكتور ومؤرخ ونسابة وشاعر ورئيس الرابطة العربية للثقافة والفكر والأدب. ورئيس رابطة قبائل هذيل حول العالم. ومن مشائخ قبيلة هذيل الكبار في السعودية. وأحد اعلام منطقة مكة المكرمة.

## النشأة
ولد في مكة المكرمة ودرس بها المرحلة الابتدائية والمتوسطة والثانوية في الطائف ، وتخرج من جامعة الملك عبد العزيز بعد حصوله على شهادة البكالوريوس في علم الاجتماع . ثمّ واصل تعليمه فحصل على شهادة الماجستير ، وكان عنوان رسالته العادات والتقاليد والأعراف عند هُذيل.
ثمّ واصل تعليمه فحصل على شهادة الدكتوراه من جامعة السوربون في باريس عام 1995 م ، وكان عنوان رسالته العرب بين الجاهلية والإسلام.

## شاعر ومؤلف
هو شاعر فحل له العديد من الأشعار بالفصحى والنبطية، وقد شارك بشكل مميز في شعر المحاورات. أصدر ديوانًا بعنوان "الجواهر المنيرة في شعر أهل الجزيرة" عام 1401 هـ، وكذلك ديوان "نبض الذكريات" وديوان "ناي النوى" وكلاهما بالفصحى.
بالإضافة إلى ذلك، له العديد من الأبحاث ومن مؤلفاته في "اللجام المكين في الرد على النسّابين" وهو مؤسس مجلة ( لسان العرب ) التي تصدر من دبي في دولة الأمارات العربية المتحدة.